# فيكونتية ألتاميرا
فيكونتية ألتاميرا دي بيبرو لقب نبيل إسباني، تم إنشاءه عام 1463 من قبل الملك إنريكي الرابع ملك قشتالة لصالح خوان بيريث دي بيبرو، سيد بيبرو وألتاميرا وكبير محاسبي قشتالة، بموجب مرسوم رسمي بتاريخ 15 مايو 1473.
مُنح اللقب لأول مرة تحت مسمى فيكونتية ألتاميرا، إلى أن تحول لاحقًا في 21 يونيو 1953، إلى الاسم الجديد والحالي فيكونتية ألتاميرا دي بيبرو.